# 한지아
한지아(韓智雅, 1978년 11월 1일~)는 대한민국의 의사이자, 제22대 국회의원이다. 의정부을지대학교병원 교수를 지냈으며  국민의힘 비상대책위원으로 역임하였다.

## 학력
- 가톨릭대학교 의과대학 학사
- 가톨릭대학교 의과대학 대학원 의학박사

## 경력
- 가톨릭대학교 중앙의료원 인턴
- 가톨릭대학교 의과대학 재활의학과 전공의
- 국민건강보험 일산병원 전임의
- 보건복지부 국립재활원 장애인건강증진 센터장
- 보건복지부 국립재활원 척수손상재활과장
- 2019. 1.~2020. 1. WHO 본부(제네바) 비감염성질환국 장애와 재활 담당관
- 2020. 1.~2021. 8. WHO 본부(제네바) 생애주기국 고령화/장기요양 담당관
- 세계재활의학회 국제교류 위원
- 2020~2024 WHO 본부(제네바) 건강노화 컨소시엄 전문위원
- 2020~2024 WHO 본부(제네바) 국제 장기요양네트워크 전문위원
- 2022 제20대 대통령직인수위원회 국민통합위원회 자문위원
- 2022. 9.~2023. 2. 대통령직속 국민통합위원회 장애인이동편의증진 특별위원회 위원
- 2023. 2.~2023. 8. 국민통합위원회 자살위기극복 특별위원회 위원장
- 2023. 2.~2024. 4. 대통령직속 국민통합위원회 기획위원회 위원
- 2023. 3.~2024. 4. 의정부을지대학교병원 재활의학과 교수
- 2023. 3.~2024. 4. 을지대학교 의과대학 재활의학교실 교수
- 2023. 12.~2024. 4. 국민의힘 비상대책위원
- 2024. 3.~2024. 4. 국민의미래 비례대표 국회의원 후보
- 2024. 3.~2024. 4. 국민의미래 4·10 총선 중앙선거대책위원회 선거대책부위원장
- 2024. 5.~ 제22대 국회의원(비례대표, 국민의힘, 초선)
  - 2024. 6.~ 제22대 국회 전반기 보건복지위원회 위원
    - 제22대 국회 전반기 보건복지위원회 법안심사제2소위원회 위원

  - 2024. 6.~ 제22대 국회 전반기 여성가족위원회 위원
    - 제22대 국회 전반기 여성가족위원회 법안심사소위원회 위원

  - 국회 글로벌외교안보포럼 구성의원
  - 국가비전2050포럼 구성의원
- 2024. 6.~2024. 7. 국민의힘 정책위원회 산하 시급한 민생 현안 해결을 위한 저출생대응특별위원회 위원
- 2024. 6.~2024. 7. 국민의힘 정책위원회 산하 시급한 민생 현안 해결을 위한 의료개혁특별위원회 간사
- 2024. 8.~2024. 12. 국민의힘 수석대변인
- 2024. 8.~2024. 12. 국민의힘 격차해소특별위원회 위원
- 2024. 9.~: 국민의힘 호남동행 국회의원 발대식 명예의원(전라남도 신안군)
- 2024. 12.~: 국민의힘 제주공항 여객기 사고 수습 TF 위원
- 2025. 4. ~2025. 5.: 국민의힘 한동훈 제21대 대통령 선거 경선후보 국민먼저 캠프 비서실장

- 2024년 12월 14일 토요일, 윤석열 대통령 2차 탄핵 표결에 동의 하였다.

### 학회
- 2010~2012 대한발의학회 총무
- 2015~2019 대한척수학회 학술위원
- 2015~2016 대한재활의학회 보험위원
- 2016~2019 대한재활의학회 고시예비위원
- 대한재활의학회 정회원
- 59 차 전문의자격시험 선택위원(재활의학과), 대한의학회

## 역대 선거 결과
| 실시년도 | 선거   | 대수 | 직책     | 선거구   | 정당       | 득표수     | 득표율          | 순위          | 당락 | 비고 |
| -------- | ------ | ---- | -------- | -------- | ---------- | ---------- | --------------- | ------------- | ---- | ---- |
| 2024년   | 총선   | 22대 | 국회의원 | 비례대표 | 국민의미래 | 10,395,264 | \| \| 36.67% \| | 비례대표 11번 |      | 초선 |
|          | 36.67% |      |          |          |            |            |                 |               |      |      |

## 소속 정당
| 소속 정당 | 소속 정당  | 소속 기간 | 비고      |
| --------- | ---------- | --------- | --------- |
|           | 국민의힘   | 2023~2024 | 정계 입문 |
|           | 무소속     | 2024      | 탈당      |
|           | 국민의미래 | 2024      | 입당      |
|           | 국민의힘   | 2024~현재 | 합당      |

## 같이 보기
- 대한민국 제22대 국회의원 선거 국민의미래 후보 목록#비례대표

## 가족
- 남편, 슬하 1남 1녀
- 큰아버지: 한화갑(전 제14·15·16·17대 국회의원, 전 새천년민주당 대표최고위원)

## 참고 문헌
1. ↑  박상혁, 한동훈, 비대위원에 장서정·한지아 등 지명… ‘젊은 피·비정치인’ 중심, 여성신문, 2023. 12. 28.